# Mamborama
Mamborama è un album di Tito Puente, pubblicato dalla Tico Records nel 1955.
Nel 1991 la Charly Records pubblicò l'album su CD con dodici brani aggiunti.

## Tracce
Lato A
1. Mambo tipico – 2:55 (Gilberto Valdés, Tito Puente)
2. Mambo Inn – 2:30 (Tito Puente)
3. Mambolino – 2:53 (Tito Puente)
4. Mambo rumbon – 2:45 (Gilberto Valdés, Tito Puente)
5. Mamborama – 2:26 (Gilberto Valdés, Tito Puente)
6. Mambo lenko – 2:51 (Tito Puente)

Lato B
1. Ran kan kan – 3:07 (Tito Puente)
2. Mambo with Me – 2:56 (Edgar Sampson, Grace Sampson)
3. Mambo gallego – 2:48 (Tito Puente)
4. Que lindo el mambo – 2:49 (Tito Puente)
5. Mambiando – 3:15 (Tito Puente)
6. Titoro – 2:52 (Israel "Cachao" López)

Edizione CD del 1991, pubblicato dalla Charly Records
1. Mambo Tipico – 2:55 (Gilberto Valdés, Tito Puente)
2. Mambo Inn – 2:30 (Tito Puente)
3. Mambolino – 2:53 (Tito Puente)
4. Mambo rumbon – 2:45 (Tito Puente)
5. Mamborama – 2:26 (Tito Puente, Gilberto Valdes)
6. Mambo lenko – 2:51 (Tito Puente)
7. Ran kan kan – 3:07 (Tito Puente)
8. Mambo with Me – 2:56 (Edgar Sampson, Grace Sampson)
9. Mambo gallego – 2:48 (Tito Puente)
10. Que lindo el mambo – 2:49 (Tito Puente)
11. Mambiando – 3:15 (Tito Puente)
12. Titoro – 2:52 (Israel "Cachao" Lopez)
13. La guira – 3:12 (Tony Tejera)
14. Este tumbao – 3:14
15. Mambo suavecito – 2:53 (Rafael Hernandez)
16. Bambaram bam bam – 3:05
17. Penjamo – 3:05
18. El Rey del timbal – 2:57
19. Esto es coco – 3:02
20. Camina camaron – 2:51
21. Tatalibaba – 3:12
22. Guajeo en dominate – 2:43
23. Picao y tostao – 2:43
24. Coco seco – 2:19

## Musicisti
- Tito Puente - timbales
- Musicisti non accreditati, presenti, tra gli altri Mongo Santamaría (congas), Willie Bobo (percussioni), Mario Bauza (tromba)